# Ryby – Útok z hlubin
Ryby – Útok z hlubin (japonsky ギョ, Gjo) je japonská hororová manga o dvou svazcích, jejímž autorem je Džundži Itó. Manga původně vycházela v časopisu Big Comic Spirits nakladatelství Šógakukan v letech 2001 až 2002. V Česku mangu vydalo nakladatelství CREW celou v jednom svazku v roce 2017. V roce 2012 byla taktéž vytvořena stejnojmenná adaptace v podobě animovaného OVA v produkci studia ufotable.